# Мятлев, Василий Алексеевич
Васи́лий Алексе́евич Мя́тлев (1694—10 марта 1761) — русский адмирал и губернатор из рода Мятлевых.

## Биография
Сын вологодского помещика Алексея Григорьевича Мятлева и Марии Осиповны Павловой (ум. 1739).

### Военная служба
1708 — Мятлев находился на галерном флоте.
1715 — в чине подпоручика, в 1716 году служил на флагманском корабле Балтийского флота «Ингерманланд».
1721 — в Нижнем Новгороде участвует в строительстве флота для Персидского похода Петра Первого (1722—1723).
1722 — произведен в капитан-лейтенанты «за добрую и прилежную службу».
1723 — на Каспийском море.
1725 — служит в Астраханском порту, участвует в десантных операциях Каспийского флота и экспедиции князя Урусова.
1726 — переведён в Петербург и возвращен в Главное Адмиралтейство.
1727 — произведён в капитаны 3 ранга.
1728 — в должности советника Адмиралтейской конторы, будучи капитаном 2-го ранга, командовал кораблем «Перл» в Кронштадте.
1730—1732 — директор Морской академии. В звании капитана 1-го ранга (1730).
1733 — назначен капитаном Архангельского порта, участвовал в создании Соломбальского адмиралтейства и создании сухого дока в Соломбале, руководил подготовкой Обской экспедиции (1734—1738) Д. Л. Овцына.
1735—1740 — заместитель главного командира Архангельского порта.
1740 — обер-интендант Архангельского порта.
1742 — уволен в отставку по болезни с производством в контр-адмиральский чин.
1747 — 53-летний вдовец вступил во второй брак, от которого у него родилось 2 сына и 3 дочери.

### Сибирский губернатор
1752 — при Елизавете Петровне призван на гражданскую службу в чине генерал-лейтенанта, назначен губернатором Сибирской губернии. Установил правила для промышленников на Алеутских островах, помогал им в постройке судов.
«В июне 1753 года сибирский губернатор генерал-лейтенант В. А. Мятлев по поручению Сената подготовил представление о возобновлении Камчатской экспедиции и строительстве в устье Амура верфи и военно-морской базы. Мятлев справедливо полагал, что доставка хлеба в Охотский и Удский остроги по Амуру обойдется значительно дешевле, особенно если выращивать его в Нерчинском уезде, связанном по рекам Ингоде и Шилке с Амуром. На верфи в устье Амура он планировал построить не менее трех фрегатов для обследования земель, лежащих к востоку от Камчатки». Попутно он продвигал в Сенате прошение об открытии в Нерчинске и Иркутске навигацких школ, чтобы решить на будущее проблему довольно дорогостоящей для региона присылки из центра штурманов и геодезистов, потребность в которых постоянно возрастала.

25 июня 1753 года представление Мятлева было обсуждено на заседании Сената. Сенат передал в его распоряжение всех морских офицеров и служащих Второй Камчатской экспедиции, выделил необходимые для обследования рек Ингоды, Аргуни и Амура приборы и геодезистов, а также приказал открыть навигационные школы в Иркутске и Нерчинске. Однако на запрос о возможности согласования с Китаем вопроса о свободном плавании русских судов по Амуру и строительстве верфи и крепости в его устье Коллегия иностранных дел ответила отрицательно, посоветовав сначала поискать удобное место для строительства морских судов при слиянии рек Шилки и Аргуни. Указом от 9 декабря 1753 года Сенат утвердил проект Мятлева о возобновлении Камчатской экспедиции и одобрил мнение Коллегии иностранных дел. Общее руководство экспедицией возлагалось на Мятлева, а практическое исполнение поручалось Ф. И. Соймонову, о назначении которого руководителем сибирских гидрографов просил хорошо знавший его Мятлев.— 
18 декабря 1753 года награждён орденом Св. Александра Невского.
В 1754 году в Иркутске по инициативе Мятлева открыли Адмиралтейство, в распоряжении которого между истоком Ангары и устьем Селенги курсировали 3 парусных галиота, одновременно в городе также была открыта Иркутская навигационная школа, а в 1755 году в Нерчинске — Нерчинская навигацкая школа. После окончания ученики отправлялись для описания Амура и других рек, определялись штурманами на Байкал и в Охотское море на казённые и частные суда. Наибольшее количество выпускников навигационной школы приходилось на 1770—1780-е годы (до 60 человек). В то время в школе даже открыли курсы японского языка. Учителями японского были японцы, некогда попавшие в кораблекрушение и выброшенные на русский берег. После введения иностранного языка из школы стали выпускаться переводчики для торговых судов и научных экспедиций. С целью выхода на Амур, в Иркутске по инициативе Мятлева была организована тайная команда геодезистов и штурманов, которая описывала берега и деревни Амура.

### Военная служба
В 1757 году вернулся на флот, произведён в вице-адмиралы (5.5.1757). В ходе Семилетней войны командовал крейсерской эскадрой из 5 кораблей и фрегата («Полтава», командир лейтенант Селиванов, «Гавриил» — капитан 2 ранга Ляпунов, «Москва» — контр-адмирал Лаптев, командир капитан 1 ранга Кривский, «Варахаил» — капитан 3 ранга Секерин, «Шлиссельбург» — капитан-лейтенант Трофимов и фрегат «Крейсер» — капитан-лейтенант Колышкин), участвовавшей в блокаде прусских берегов. «8 августа 1757 г. эскадра снялась с якоря и вышла с данцигского рейда в крейсерство к прусским берегам… 7 сентября адмирал Мятлев, сдав команду контр-адмиралу Лаптеву, отправился в Санкт-Петербург» и с сентября 1757 г. присутствовал в Адмиралтейств-коллегий.
10 марта 1761 — скончался и похоронен в Санкт-Петербурге.

## Семья и дети

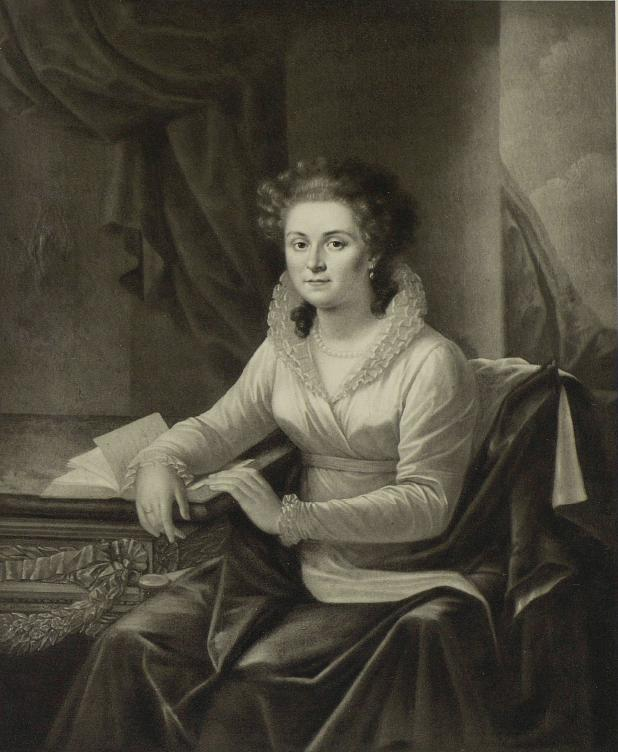
Прасковья Яковлевна Мятлева.
Посмертный портрет Ю. Олешкевича

Был женат два раза. От первой жены, имя которой неизвестно, имел дочь. В августе 1747 года он был помолвлен с Прасковьей Яковлевной Дашковой (1726—1782). Она была дочерью отставного майора, асессора Камер-коллегии, коллежского советника Якова Ивановича Дашкова (ум.1766). От этого брака Мятлев имел 2 сыновей и 3 дочерей.
- Анна Васильевна , была замужем за Алексеем Васильевичем Олешевым.
- Василий Васильевич (1749—1771)
- Пётр Васильевич (1756—1833) — директор Ассигнационного банка, сенатор, тайный советник в 1794 году.
- Анастасия Васильевна (1758-?)
- Мария Васильевна (1760-?)
- Екатерина Васильевна (1761-?)

После смерти мужа Прасковья Яковлевна Мятлева постоянно проживала в Петербурге, в её доме был один из первых литературных салонов екатерининской эпохи. О бывавших у неё собраниях упоминает в своих записках Д. И. Фонвизин, постоянно встречавшийся у неё не только с предметом своей страсти, Анной Ивановной Приклонской, но и со многими общественными деятелями, писателями и поэтами: Козодавлев, Державин, Херасков, Домашнев, Богданович, Княжнин. Умерла в феврале 1782 года «вследствие гриппа, сопровождавшегося летаргией, продолжавшеюся три дня и окончившеюся апоплексическим ударом».